# Université libre des Pays des Grands Lacs
 (juin 2017).
Si vous disposez d'ouvrages ou d'articles de référence ou si vous connaissez des sites web de qualité traitant du thème abordé ici, merci de compléter l'article en donnant les références utiles à sa vérifiabilité et en les liant à la section « Notes et références ».
L’université libre des Pays des Grands Lacs est un établissement non gouvernemental d’enseignement universitaire. Elle est située dans la ville de Goma en RD Congo.

## Historique
Créée par le décret ministériel ESU/CABMIN/0188/91 du 16 août 1991, l’ULPGL est issue de la transformation en université, en mars 1990 et sous l’impulsion de diverses communautés ecclésiastiques protestantes (baptiste, pentecôtiste, anglicane, méthodiste), de l’Institut supérieur de théologie protestante de Goma.

## Composition

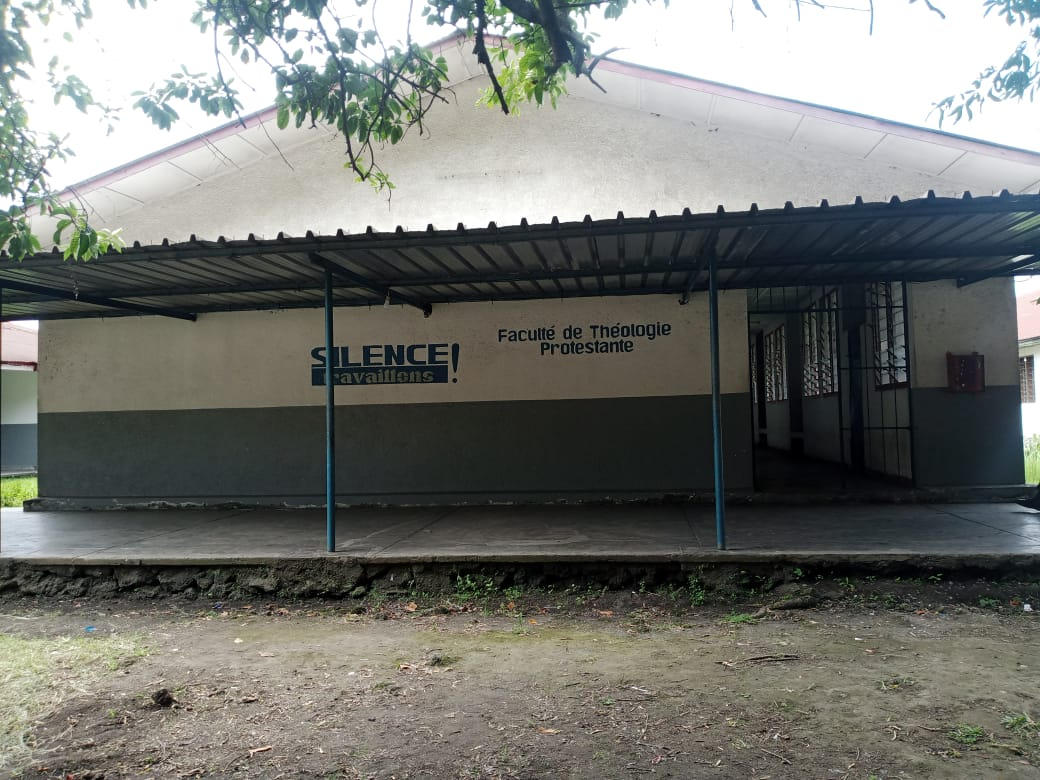
Faculté de Théologie

L’université libre des Pays des Grands Lacs est composée de 7 facultés :
- Faculté de Théologie
- Faculté de Droit
- Faculté des Sciences Économiques et de Gestion
- Faculté de Santé et Développement communautaires
- Faculté de Psychologie et Sciences de l’Éducation
- Faculté des Sciences et Technologies appliquées
- Faculté de Médecine

## Mission
Former les cadres universitaires en leur assurant un enseignement académique et scientifique de qualité, en étroite collaboration avec les communautés locales.

## Valeurs
L’ULPGL adhère aux valeurs suivantes :
- L’éthique et la déontologie

- L’égalité et la justice

- La distribution des services envers les vulnérables

- L’esprit d’équipe et d’excellence

- L’amour interprofessionnel

- L’atmosphère de travail de bonne moralité,

- La confidentialité et transparence.